# Luis López-Ballesteros (periodista)
Luis López-Ballesteros y Fernández (Mayagüez, 12 de agosto de 1869-Madrid, 2 de julio de 1933) fue un abogado, periodista, dramaturgo y político español, padre del traductor Luis López Ballesteros y de Torres.

## Biografía
Nacido el 12 de agosto de 1869 en Mayagüez, isla de Puerto Rico, cursó el Bachillerato en Mataró, provincia de Barcelona, y en 1885 se trasladó a Madrid, donde se licenció en Filosofía y Letras. Desde los diecisiete años cultivó el periodismo.

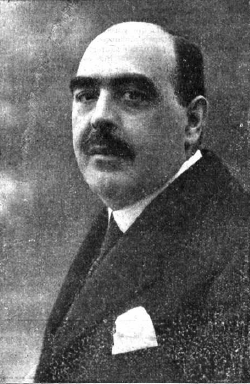
Fotografía publicada en 1912

Militó en el Partido Liberal y fue elegido diputado a Cortes en las elecciones generales de 1907, 1910, 1914, 1916, 1918, 1919, 1920 y 1923, causando baja en la última legislatura en 1923. En 1902 fue nombrado gobernador de la provincia de Málaga. Fue además vicepresidente del Congreso y gobernador de Cádiz[cita requerida] y Madrid (1917-1918).
Departamento: Presidencia del Consejo de Ministros Fue redactor de La Voz de Guipúzcoa y de los diarios madrileños La Regencia, La Opinión, La Correspondencia de España, El Día (que dirigió), el Heraldo de Madrid, Diario Universal y de El Imparcial desde 1903, que dirigió entre 1906 y 1915. Sostuvo caudalosa correspondencia con la escritora Emilia Pardo Bazán. Colaboró en La Ilustración Española y Americana, El Teatro (1903), ABC y otros periódicos. Sus últimos años se retiró del periodismo y fue jefe superior de Administración en la sección de Cámaras Agrícolas del Ministerio de Agricultura. Compuso algunas piezas teatrales (Después del combate, Rosa vencida, ambas en tres actos, y el drama lírico Colomba y la zarzuela en un acto La buenaventura)  y novelas cortas como Semblanzas y cuentos, Lucha extraña, Junto a las máquinas, La cueva de los búhos, El crimen de don Inocencio.
Falleció en Madrid el 2 de julio de 1933.